# Adam Thirlwell
Adam Thirlwell född 22 augusti 1978, är en brittisk författare.
Thirlwell studerade vid Haberdashers' Aske's Boys' School, Elstree. Han är assisterande redaktör för Areté och har även en kolumn i Esquire.
2003 gav han ut sin första roman, Politics och år 2007 gav han ut sin andra bok, Miss Herbert.